# Бугаївська сільська рада (Глобинський район)
Бугаївська сільська рада — колишній орган місцевого самоврядування у Глобинському районі Полтавської області з центром у селі Бугаївка. Окрім Бугаївки інші населені пункти до сільської ради не входять. Населення станом на 1 січня 2011 року становить 1448 чоловік.

## Географія
Сільська рада межує з Броварківською, Святилівською, Гриньківською сільськими радами Глобинського району та Криворудською сільською радою Семенівського району.
В територію сільської ради входить частина Кременчуцького водосховища, та ландшафтного загальнодержавного заказника «Сулинський».
Бугаївська сільська рада розташована в лісостеповій зоні. Ґрунти переважно чорноземні. Площа сільської ради 18186,8 га, з них: 21 % — сільськогосподарські угіддя, 3 % — лісовкриті площі, 70 % — водойми, 6 % — інші землі.

## Транспорт
Територію ради пересікає траса національного значення Н08 Бориспіль—Кременчук—Дніпропетровськ—Запоріжжя.

## Населення
Населення сільської ради на 1 січня 2011 року становить 1448 чоловік. Населених пунктів — 1.
- 2001 — 1621
- 2011 — 1448

## Влада
- сільський голова — Компанієць Катерина Іванівна[1]
- секретар сільської ради — Андрейченко Михайло Анатолійович[1]
- Депутати Бугаївської сільської ради[1]:
  1. Череп Віталій Іванович
  2. Пальчун Віктор Миколайович
  3. Пальчун Зінаїда Петрівна
  4. Волошин Віктор Миколайович
  5. Неліда Людмила Володимирівна
  6. Рець Юрій Васильович
  7. Дроздова Наталія Миколаївна
  8. Сінєгіна Наталія Вячеславівна
  9. Середа Володимир Миколайович
  10. Андрейченко Михайло Анатолійович
  11. Чорнобай Лідія Миколаївна
  12. Шинкаренко Олена Петрівна
  13. Мазур Микола Вікторович
  14. Дешко Володимир Іванович
  15. Ковалик Микола Антонович
  16. Калінка Тетяна Михайлівна

## Економіка
Виробнича спеціалізація підприємств розташованих на території Бугаївської сільської ради: виробництво зерна і технічних культур та рибництво.
Провідні підприємства:
- ВП «Бугаївка» ТОВ ІПК «Полтавазернопродукт» — директор Бережний Микола Олександрович
- ВАТ «Полтаварибгосп» — директор Смоленський Юрій Анатолійович

Фермерські господарства:
- КФГ «Славутич» — загальна площа 133,95 га.

## Інфраструктура
На території сільської ради є такі заклади:
- Загальноосвітня школа І-ІІІ ступенів — директор Підгірна Алла Іванівна
- Амбулаторія загальної практики сімейної медицини — головний лікар Скапа Ганна Миколаївна
- Сільський будинок культури — директор Трембач Людмила Олександрівна.
- Бібліотека — завідувач Лихопуд Іван Павлович.

## Археологічні пам'ятки
На території сільської ради знаходяться пам‘ятки археології що включають 3 кургани.

## Пам'ятники
В центрі с. Бугаївка в 1961 році встановлений монумент Слави на честь воїнів Радянської армії які загинули в роки Другої Світової війни.
У 2009 році на місці масового поховання жертв голодомору 1932-33 років встановлено пам‘ятний знак.